# Strandsjön (Sanne socken, Bohuslän)
Strandsjön är en sjö i Färgelanda kommun och Munkedals kommun i Bohuslän och ingår i Örekilsälvens huvudavrinningsområde. Sjön är 10,5 meter djup, har en yta på 1,1 kvadratkilometer och befinner sig 90,8 meter över havet. Sjön avvattnas av vattendraget Björnåsebäcken. Vid provfiske har bland annat abborre, braxen, gers och gädda fångats i sjön.

## Delavrinningsområde
Strandsjön ingår i det delavrinningsområde (650652-127235) som SMHI kallar för Utloppet av Strandsjön. Medelhöjden är 129 meter över havet och ytan är 11,69 kvadratkilometer. Räknas de 2 avrinningsområdena uppströms in blir den ackumulerade arean 23,48 kvadratkilometer. Björnåsebäcken som avvattnar avrinningsområdet har biflödesordning 3, vilket innebär att vattnet flödar genom totalt 3 vattendrag innan det når havet efter 43 kilometer. Avrinningsområdet består mestadels av skog (78 %). Avrinningsområdet har 1,1 kvadratkilometer vattenytor vilket ger det en sjöprocent på 9,4 %.

## Fisk
Vid provfiske har följande fisk fångats i sjön:
- Abborre
- Braxen
- Gärs
- Gädda
- Löja
- Mört